# Bystre (województwo podlaskie)
Bystre – wieś w Polsce położona w województwie podlaskim, w powiecie bielskim, w gminie Boćki.
| SIMC    | Nazwa     | Rodzaj    |
| ------- | --------- | --------- |
| 0024130 | Resztówka | część wsi |

W latach 1975–1998 miejscowość administracyjnie należała do województwa białostockiego.
We wsi znajduje się cmentarz prawosławny założony w XIX wieku. Miejscowość podlega prawosławnej parafii w Sasinach. Natomiast wierni kościoła rzymskokatolickiego należą do parafii św. Stanisława w Milejczycach.